# Golden Tour
Il Golden Tour è il quindicesimo tour della cantante Kylie Minogue, a supporto dell'album Golden (2018).
È iniziato il 18 settembre 2018 a Newcastle upon Tyne e si è concluso, dopo 33 spettacoli tra Europa e Oceania, a Mount Cotton il 17 marzo 2019 dopo 26 concerti in Europa e 7 in Australia.

## Sviluppo

### Palcoscenico e scenografia
Il palco del tour è stato progettato dalla Minogue insieme al suo storico lighting designer Rob Sinclair. La struttura è stata poi costruita da Pull the Pin Out Productions, la medesima azienda che ha realizzato il palco del Kiss Me Once Tour.
Il palcoscenico si elabora nella forma di una “g” minuscola dorata e include una rampa nella parte posteriore. La scenografia è posizionata davanti a un grande schermo video, che proietta immagini durante lo spettacolo. Al centro della “g” c’è una piattaforma rialzata, sulla quale si trova un’ulteriore pedana per la band. Il palco dispone inoltre di tre ascensori utilizzati nel corso dello show.
Per adattarsi alle strutture ospitanti più piccole scelte per i concerti europei, è stata utilizzata una versione ridimensionata del palco. Anche la scaletta dello show è stata ricalibrata in conseguenza alle suddette variazioni.

### Costumi
I costumi di scena della Minogue sono stati disegnati da Ralph & Russo, Kolchagov Barba, Paco Rabanne, Jitrois, Stevie Stewart e Wrangler.

### Tour book
Per la tournée è stato realizzato un libro illustrato dal titolo "Golden Tour Programme", venduto per £15.00.

## Accoglienza

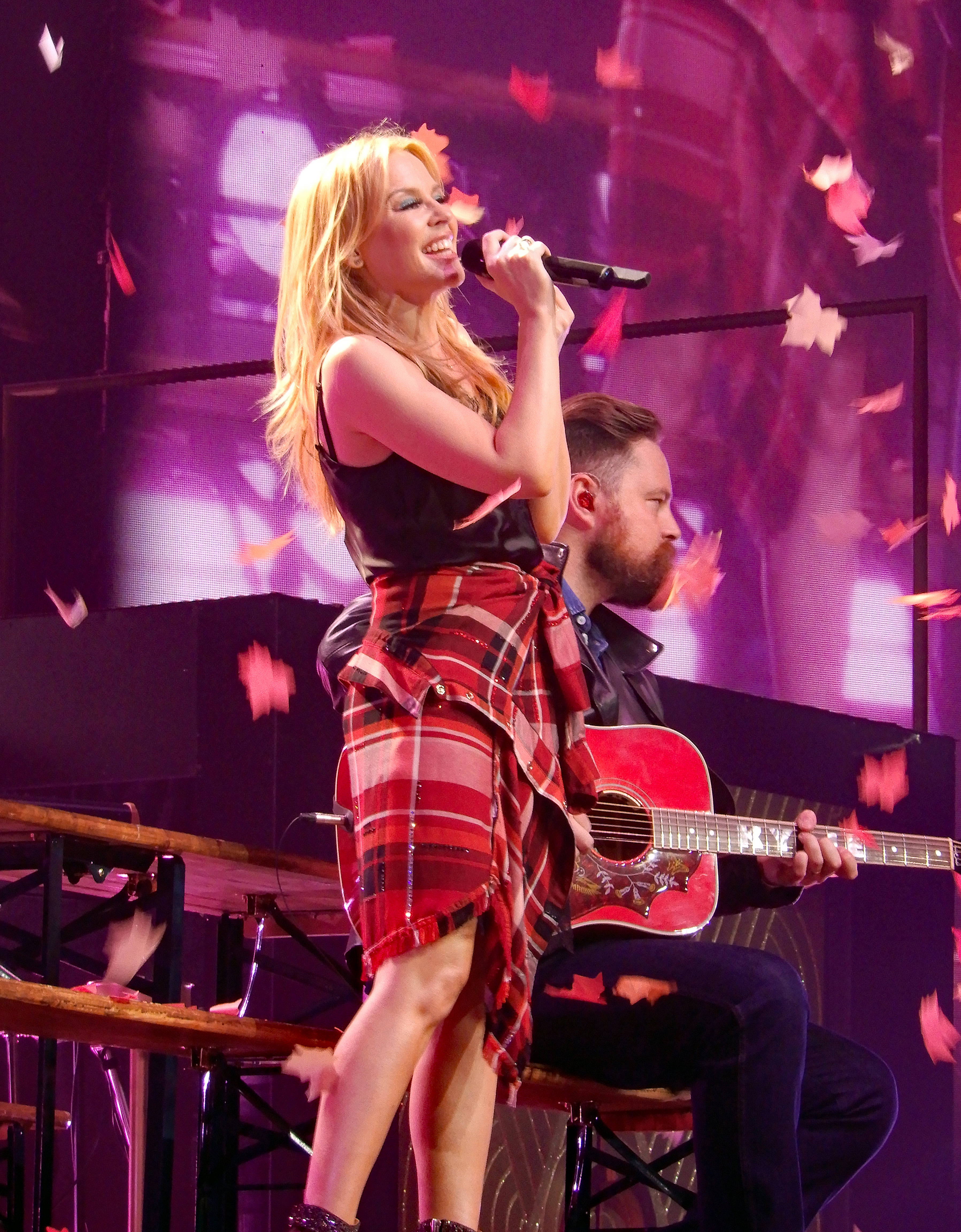
Kylie durante Wouldn't Change a Thing

Il tour fu accolto positivamente dalla critica. Simon Duke di The Evening Chronicle scrisse una recensione positiva del primo show a Newcastle, commentando che "Kylie brillava in una scenografia con elementi che sembravano presi in prestito da una cartolina pittoresca Far West" e aggiunse che "le ben eseguite coreografie deliziosamente camp [...] sono un must", e che era uno degli spettacoli pop "migliori di sempre".
Adrian Caffery del The Birmingham Mail descrisse il concerto di Birmingham "un concerto sulle montagne russe che metteva in mostra 30 anni di Kylie senza deludere", pur notando che "c'era molto meno spettacolo rispetto ai concerti precedenti di Kylie". Concluse la recensione scrivendo "Kylie ha appena compiuto 50 anni, e questo prova che ha veramente il tocco di Re Mida".
Jack Hardwick del The Daily Star scrisse che "la cantante in miniatura era più affascinante che mai, impegnata a cantare alcuni dei suoi maggiori successi" e "catturare i fan con una voce da urlo e [...] sex appeal". Commentando il primo concerto di Londra, Hardwick lodè la semplicità del concerto, commentando come "Kylie non fa affidamento su scenografie esagerate ed effetti d'acqua mozzafiato per offrire uno show con il botto", lodò la sua resa vocale "impeccabile" e riassunse lo show come "un nostalgico viaggio tra i ricordi [...] [con] classici disco come On a Night like This, The Loco-Motion, Spinning Around e Love at First Sight." Gemma Sandways del The Evening Standard recensì lo stesso concerto scrivendo che "non mancava il glamour [...] dagli abiti da sera scintillanti alla palla da discoteca gigante" e concludendo asserendo che "l'esibizione è servita come promemoria della generosità della Minogue come performer, e della rincuorante mancanza di cinismo da lei adottata che ha contraddistinto tutte le fasi della sua carriera".

## Sinossi
Lo spettacolo si compone di otto sezioni distinte ed è stato concepito come un viaggio intrapreso da Donna Summer che da Los Angeles deve raggiungere New York per esibirsi, ma il suo aereo non può decollare a causa del meteo avverso. Perciò, le tocca viaggiare in bus e attraversare gli interi Stati Uniti. Raggiunge quindi Studio 54 al termine del suo viaggio.
The Desert Sunrise: il concerto si apre con un video che mostra delle montagne sotto un cielo notturno; lentamente il sole sorge da dietro le montagne, accompagnato da effetti sonori di grilli. La band dà poi il via all’introduzione di Golden, come avvenuto anche in altri spettacoli del 2018, mentre i ballerini appaiono in scena vestiti da cowboy e cowgirl. Kylie compare quindi dal palco secondario, sopra una pila di valigie, indossando un abito rosa fluente firmato Ralph & Russo, e canta Golden. Subito dopo propone un nuovo arrangiamento di Get Outta My Way, seguito dal brano One Last Kiss (presente in Golden), eseguito solo nella serata inaugurale a Newcastle. Questa sezione si conclude con una nuova versione di Better the Devil You Know.
The High and Dry: Kylie appare sullo schermo mentre canta Blue Velvet di Bobby Vinton, per poi emergere dal vivo con un completo bianco ed eseguirne una breve parte. Prosegue con un’interpretazione intensa di Confide in Me, seguita da I Believe in You. Dopo un breve discorso al pubblico, Kylie porge una rosa dal termine della passerella fino al fondo dell’arena, intonando a cappella il ritornello di Where the Wild Roses Grow. Successivamente presenta un nuovo remix di In Your Eyes e chiude la sezione con A Lifetime to Repair.
Nothing Behind Me, Everything Ahed of Me: la terza parte dello show si apre con Shelby '68, seguita da un momento intimo in cui Kylie, seduta su uno sgabello, canta Radio On. Da lì passa a un nuovo remix in stile house anni ’90 di Wow, proseguendo con una versione inedita di Can't Get You Out of My Head che incorpora elementi del brano dei Fleetwood Mac The Chain. Il segmento si conclude con Kylie che indossa una giacca di jeans con il nome della città sul retro, mentre sullo schermo compare la scritta “to be continued”.
At the Biker Rally / The Lovers United: nella seconda metà dello spettacolo, i ballerini in pelle e le motociclette salgono sul palco, accompagnati da parti di Being Boiled degli Human League, che si fondono poi con Slow. Kylie si unisce ai biker, anch’essa in pelle, e canta il duetto Kids. Prosegue con The One e conclude la sezione con Stop Me from Falling.
At the Picnic After the Biker Rally: la parte successiva inizia con l’immagine di una moto sullo schermo, dopodiché Kylie esce da due grandi porte, indossando una sottoveste nera e una camicia di flanella rossa legata in vita. Propone un nuovo remix di Wouldn't Change a Thing (alla sua prima esecuzione dal vivo dal tour On A Night Like This del 2001), seguito da un ritornello di I'll Still Be Loving You, tratto dal suo primo album e mai eseguito prima in pubblico. Seguono Especially for You, cantata in coro con il pubblico, e Lost Without You, brano bonus di Golden, accompagnato da un grande spettacolo di laser. Chiude la sezione con All the Lovers, resa omaggio alla comunità LGBTQ+ attraverso luci arcobaleno e coriandoli colorati.
New York City / Studio 54: la sezione penultima è un tributo agli eccessi disco di Studio 54, con Kylie che emerge indossando un abito dorato brillante di Kolchagov e canta un medley del brano inedito New York City, Raining Glitter e On a Night Like This. Poi, un effetto sonoro meccanico introduce una versione disco di The Loco-Motion, seguita da Spinning Around, che include parti di Got to Be Real. Quest'atto dello spettacolo ha ispirato la Minogue ad esplorare la musica disco per il suo successivo album in studio, Disco (2020).
The Nashville Rider: L'encore inizia con Love at First Sight e lo spettacolo si chiude con il singolo principale di Golden: Dancing.

## Scaletta
Questa è la scaletta rappresentativa delle date inglesi e non di tutto il tour.
Atto I: THE DESERT SUNRISE
1. Golden
2. Get Outta My Way
3. Better the Devil You Know

Atto II: THE HIGH AND DRY
1. Blue Velvet (interludio)
2. Confide in Me
3. I Believe in You
4. In Your Eyes
5. A Lifetime to Repair

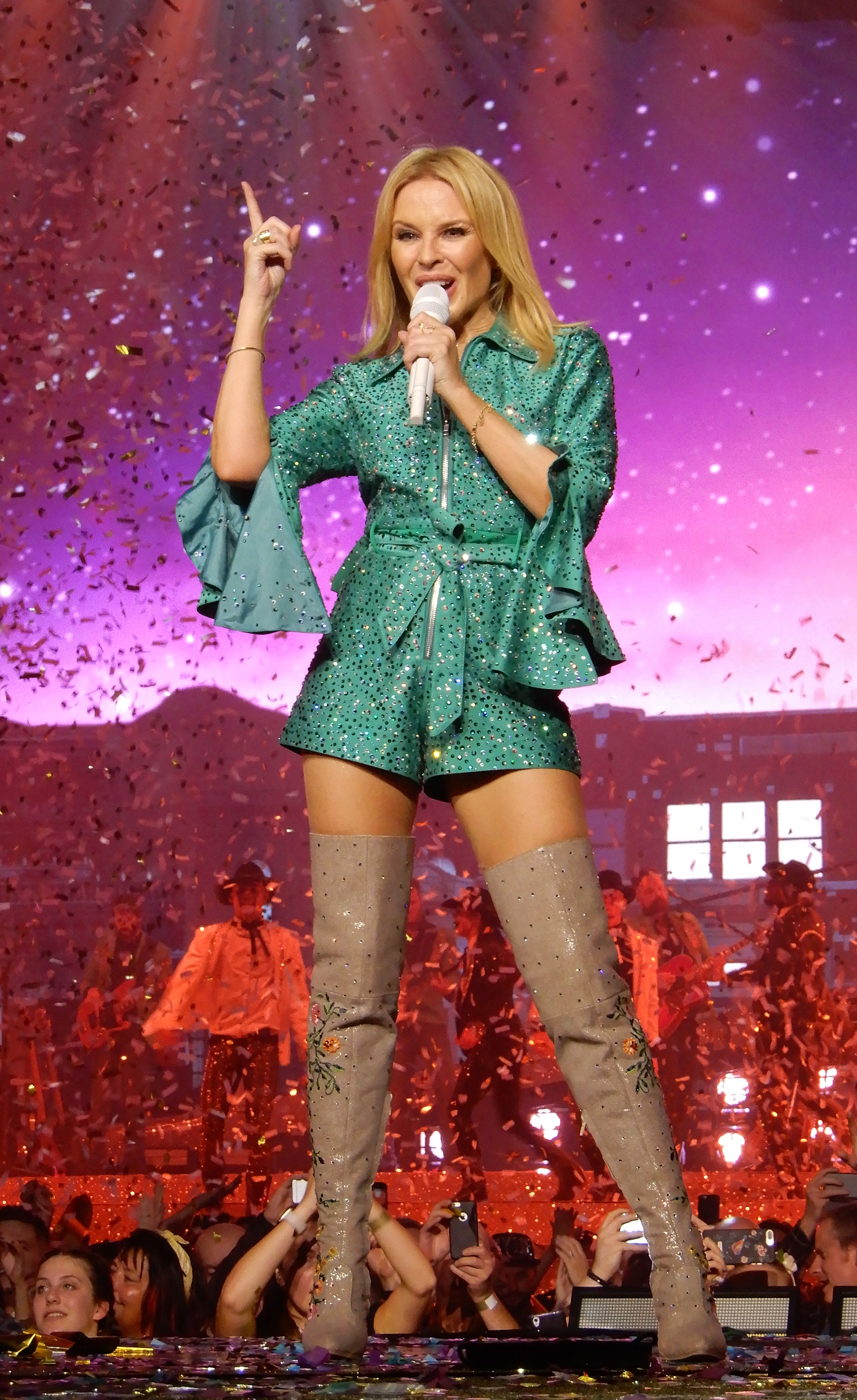
Kylie a Nottingham durante l'atto The Nashville Rider

Atto III: NOTHING BEHIND ME, EVERYTHING AHEAD OF ME
1. Shelby '68
2. Radio On
3. Wow
4. Can't Get You out of My Head

- Interludio: The Chain

Atto IV: THE LOVERS UNITED
1. Slow
2. Kids
3. The One
4. Stop Me from Falling

Atto V: AT THE PICNIC AFTER THE BIKER RALLY
1. Wouldn't Change a Thing
2. I’ll Still Be Loving You
3. Especially for You
4. Lost Whitout You
5. All the Lovers

Atto VI: NEW YORK CITY
1. New York City
2. Raining Glitter
3. On A Night Like This
4. The Loco-Motion
5. Spinning Around

Atto VII: THE NASHVILLE RIDER
1. Love at First Sight
2. Dancing

### Variazioni alla scaletta
- I Believe in You subentra in scaletta dal secondo concerto del tour, sostituendo Breathe.
- One Last Kiss viene rimossa dalla scaletta dopo la serata di apertura a Newcastle.
- A Newcastle, Kylie esegue un estratto a cappella di Je ne sais pas pourquoi su richiesta, prima di Stop Me from Falling.
- Durante i concerti a Nottingham e Birmingham, Kylie canta Tears on My Pillow prima di In Your Eyes.
- Il 9 novembre a Parigi, Kylie esegue a cappella un estratto di Je ne sais pas pourquoi dopo Love at First Sight. Successivamente interpreta un estratto di 2 Hearts e poi Your Disco Needs You, entrambe accompagnate dalla band.
- Il 10 novembre a Zurigo, Kylie propone un estratto a cappella di Timebomb.
- Il 13 novembre a Monaco di Baviera, Kylie canta Your Disco Needs You con testo in tedesco, su richiesta del pubblico dopo Love at First Sight.
- Il 14 novembre a Vienna, Kylie esegue una strofa e un ritornello di In My Arms e 2 Hearts, sempre su richiesta del pubblico, dopo Love at First Sight.

### Variazione della scaletta per i concerti europei
Dal momento che i concerti europei del tour si sono svolti in spazi più piccoli, anche l'ordine di esecuzione dello spettacolo viene modificato per adattarsi ai cambiamenti apportati alla scenografia. Pertanto, Get Outta My Way viene eliminata dalla scaletta, mentre Kylie esegue In Your Eyes e A Lifetime to Repair già nella prima sezione dello show, subito dopo Better the Devil You Know. La seconda e la terza parte dello spettacolo vengono fuse in un unico atto, comportando l’eliminazione di I Believe in You e Radio On. Inoltre, la giacca stampata diventa parte integrante del completo bianco indossato da Kylie.

### Concept originario della scaletta
- Breathe e One Last Kiss, originariamente in scaletta, sono invece state eseguite soltanto durante il primo concerto del tour.
- Your Disco Needs You era inizialmente prevista in scaletta, da eseguire nella sezione dedicata a Studio 54, subito dopo On a Night Like This, ma è stata rimossa prima della serata di apertura.
- Cowboy Style e Every Little Part of Me sono state provate, ma mai eseguite sul palco.

## Date
| Date              | Città               | Paese       | Luogo                            | Artisti d'apertura | Biglietti venduti / Biglietti disponibili | Incasso    |
| Europa            | Europa              | Europa      | Europa                           | Europa             | Europa                                    | Europa     |
| ----------------- | ------------------- | ----------- | -------------------------------- | ------------------ | ----------------------------------------- | ---------- |
| 18 settembre 2018 | Newcastle upon Tyne | Regno Unito | Metro Radio Arena                | 1                  | 7.579 / 9.899                             | $710.213   |
| 20 settembre 2018 | Nottingham          | Regno Unito | Motorpoint Arena                 | 1                  | 7.722 / 8.000                             | $692.803   |
| 21 settembre 2018 | Birmingham          | Regno Unito | Genting Arena                    | 1                  | 11.501 / 13.196                           | $1.077.040 |
| 22 settembre 2018 | Bournemouth         | Regno Unito | Bournemouth International Centre | 1                  | —                                         | —          |
| 24 settembre 2018 | Cardiff             | Regno Unito | Motorpoint Arena                 | 1                  | —                                         | —          |
| 26 settembre 2018 | Londra              | Regno Unito | O2 Arena                         | 1                  | 30.100 / 43.227                           | $3.368.900 |
| 27 settembre 2018 | Londra              | Regno Unito | O2 Arena                         | 1                  | 30.100 / 43.227                           | $3.368.900 |
| 28 settembre 2018 | Londra              | Regno Unito | O2 Arena                         | 1                  | 30.100 / 43.227                           | $3.368.900 |
| 30 settembre 2018 | Glasgow             | Regno Unito | SSE Hydro                        | 1                  | 11.206 / 11.443                           | $1.041.470 |
| 1 ottobre 2018    | Manchester          | Regno Unito | Manchester Arena                 | 1                  | 10.716 / 13.811                           | $998.705   |
| 3 ottobre 2018    | Liverpool           | Regno Unito | Echo Arena                       | 1                  | 8.114 / 10.079                            | $763.083   |
| 4 ottobre 2018    | Leeds               | Regno Unito | First Direct Arena               | 1                  | 11.419 / 11.711                           | $1.022.690 |
| 8 ottobre 2018    | Bruxelles           | Belgio      | Cirque Royal                     | 1                  | —                                         | —          |
| 9 novembre 2018   | Parigi              | Francia     | La Seine Musicale                | 1                  | —                                         | —          |
| 10 novembre 2018  | Zurigo              | Svizzera    | Samsung Hall                     | 1                  | —                                         | —          |
| 12 novembre 2018  | Padova              | Italia      | Gran Teatro Geox                 | 1                  | 3,835 / 4,200                             | $532,168   |
| 13 novembre 2018  | Monaco              | Germania    | Zenith Munich                    | 1                  | —                                         | —          |
| 14 novembre 2018  | Vienna              | Austria     | Bank Austria Halle               | 1                  | —                                         | —          |
| 18 novembre 2018  | Francoforte         | Germania    | Jahrhunderthalle                 | 1                  | —                                         | —          |
| 19 novembre 2018  | Berlino             | Germania    | Tempodrom                        | 1                  | —                                         | —          |
| 20 novembre 2018  | Colonia             | Germania    | Palladium                        | 1                  | —                                         | —          |
| 22 novembre 2018  | Amsterdam           | Paesi Bassi | Heineken Music Hall              | 1                  | 4.058 / 5.500                             | $271.279   |
| 23 novembre 2018  | Copenaghen          | Danimarca   | Royal Danish Theatre             | 1                  | —                                         | —          |
| 24 novembre 2018  | Amburgo             | Germania    | Mehr! Theater                    | 1                  | —                                         | —          |
| 3 dicembre 2018   | Dublino             | Irlanda     | 3Arena                           | 1                  | 7.606 / 12.256                            | $756.588   |
| 5 dicembre 2018   | Belfast             | Regno Unito | SSE Hydro                        | 1                  | 5.290 / 8.741                             | $480.665   |
| Oceania           |                     |             |                                  |                    |                                           |            |
| 5 marzo 2019      | Sydney              | Australia   | ICC Sydney Theatre               | 2, 4               | 12.659 / 12.996                           | $1.401.030 |
| 6 marzo 2019      | Sydney              | Australia   | ICC Sydney Theatre               | 2, 4               | 12.659 / 12.996                           | $1.401.030 |
| 9 marzo 2019      | Perth               | Australia   | Sir James Mitchell Park          | 2, 3, 4            | 8.584 / 9.379                             | $970.290   |
| 11 marzo 2019     | Adelaide            | Australia   | Adelaide Entertainment Centre    | 2                  | —                                         | —          |
| 13 marzo 2019     | Melbourne           | Australia   | Sydney Myer Music Bowl           | 2                  | 10.903 / 10.903                           | $875.757   |
| 16 marzo 2019     | Hunter Valley       | Australia   | Bimbadgen                        | 2, 3               | 11.000 / 11.000                           | $1.161.300 |
| 17 marzo 2019     | Mount Cotton        | Australia   | Sirromet Wines                   | 2, 3               | 13.000 / 13.000                           | $1.347.330 |
| Totale            |                     |             |                                  |                    |                                           |            |

## Artisti d'apertura
La seguente lista rappresenta il numero correlato agli artisti d'apertura nella tabella delle date del tour.
- Sonic Yootha = 1
- Jake Shears = 2
- Hatchie = 3
- Client Liaison = 4

## Registrazioni e broadcasting

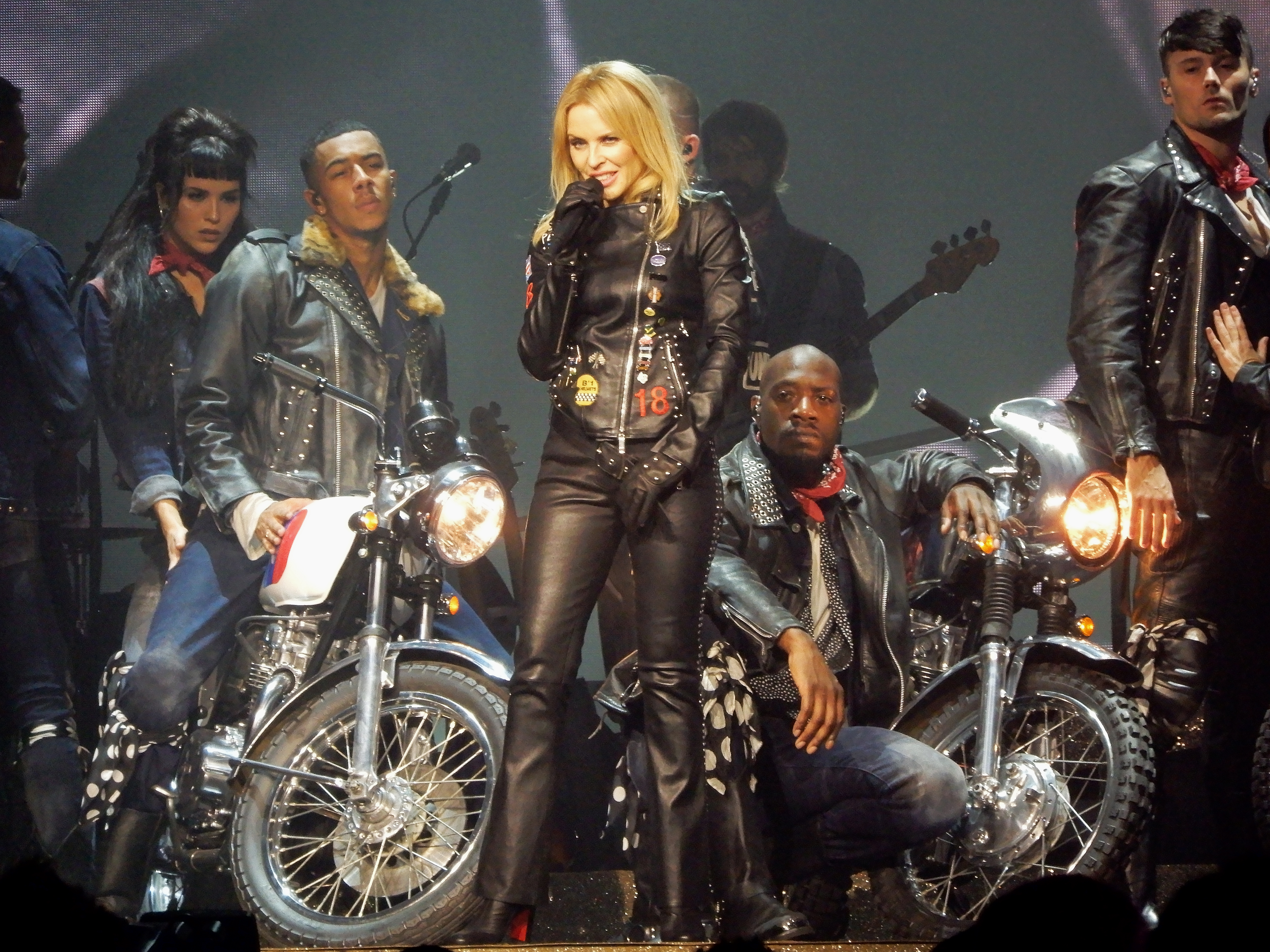
Kylie Minogue interpreta Slow a Nottingham.

Il 7 ottobre 2019, Kylie ha annunciato l’uscita di un cofanetto 2CD/DVD intitolato Golden Live in Concert, pubblicato il 6 dicembre successivo.
Il DVD include l’intero spettacolo, oltre a contenuti extra, e così anche i CD audio. Le riprese sono state filmate prevalentemente nei concerti in Regno Unito e Irlanda, ma con clip tratte anche da altri spettacoli, compreso quello italiano.
La registrazione dello spettacolo è andata in onda su Channel 4 il giorno di Natale 2019, dopo la trasmissione dello speciale televisivo Kylie’s Secret Night. Questa versione è stata tagliata per una durata di un’ora. La trasmissione è andata in onda anche su Channel 9 in Australasia la notte di Capodanno, con alcune modifiche per includere interviste e riprese dietro le quinte.

## Kylie Presents: Golden

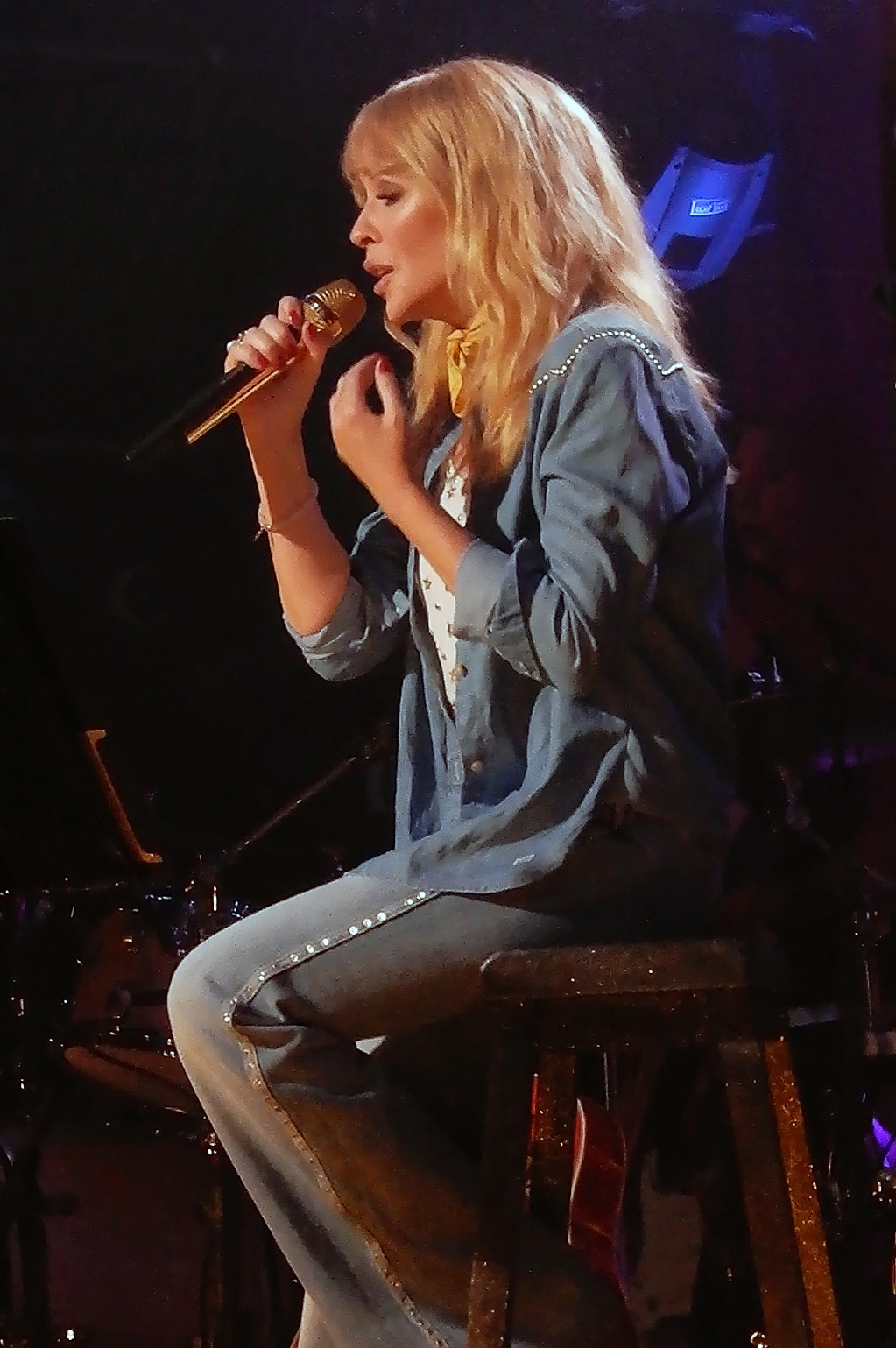
Kylie Presents: Golden a Manchester

In vista dell’uscita dell’album, la Minogue si è imbarcata in un mini tour di 6 spettacoli, denominato Kylie Presents: Golden, volto a promuovere il nuovo progetto discografico, anticipando ai fans un assaggio di quella che sarebbe poi stata la vera tournée per Golden. I concerti si sono tenuti in location molto raccolte, in grado di accogliere un numero ristretto di spettatori.
La scaletta varia notevolmente rispetto a quella seguita durante l’effettivo Golden Tour:
1. Golden
2. One Last Kiss
3. Raining Glitter
4. Breathe
5. Put Yourself in My Place
6. Shelby ‘68
7. Radio On
8. Islands in the Stream
9. The One
10. A Lifetime to Repair
11. Music's Too Sad Without You
12. Hand on Your Heart
13. All the Lovers
14. Stop Me from Falling
15. Sincerely Yours
16. Dancing

Variazioni della scaletta
- Music’s Too Sad Without You è sempre stata eseguita con Jack Savoretti. Non è tuttavia stata cantata a Manchester e sostituita con Especially for You e con un accenno di 100 Degrees.
- A New York è stata performata l’allora inedita New York City, al posto di Music’s Too Sad Without You. Sono state inoltre aggiunte Love At First Sight, Slow e Your Disco Needs You.

### Date
| Data           | Città      | Nazione     | Luogo            |
| Europa         | Europa     | Europa      | Europa           |
| -------------- | ---------- | ----------- | ---------------- |
| 13 marzo 2018  | Londra     | Inghilterra | Café de Paris    |
| 14 marzo 2018  | Manchester | Inghilterra | Gorilla          |
| 16 marzo 2018  | Barcellona | Spagna      | Sala Bikini      |
| 18 marzo 2018  | Parigi     | Francia     | Café de la Danse |
| 20 marzo 2018  | Berlino    | Germania    | Berghain         |
| Nord America   |            |             |                  |
| 25 giugno 2018 | New York   | Stati Uniti | Bowery Ballroom  |

Cancellazioni
| 29 marzo 2018 | Sydney, Australia | Nova Red Room | Cancellato |

## Personale

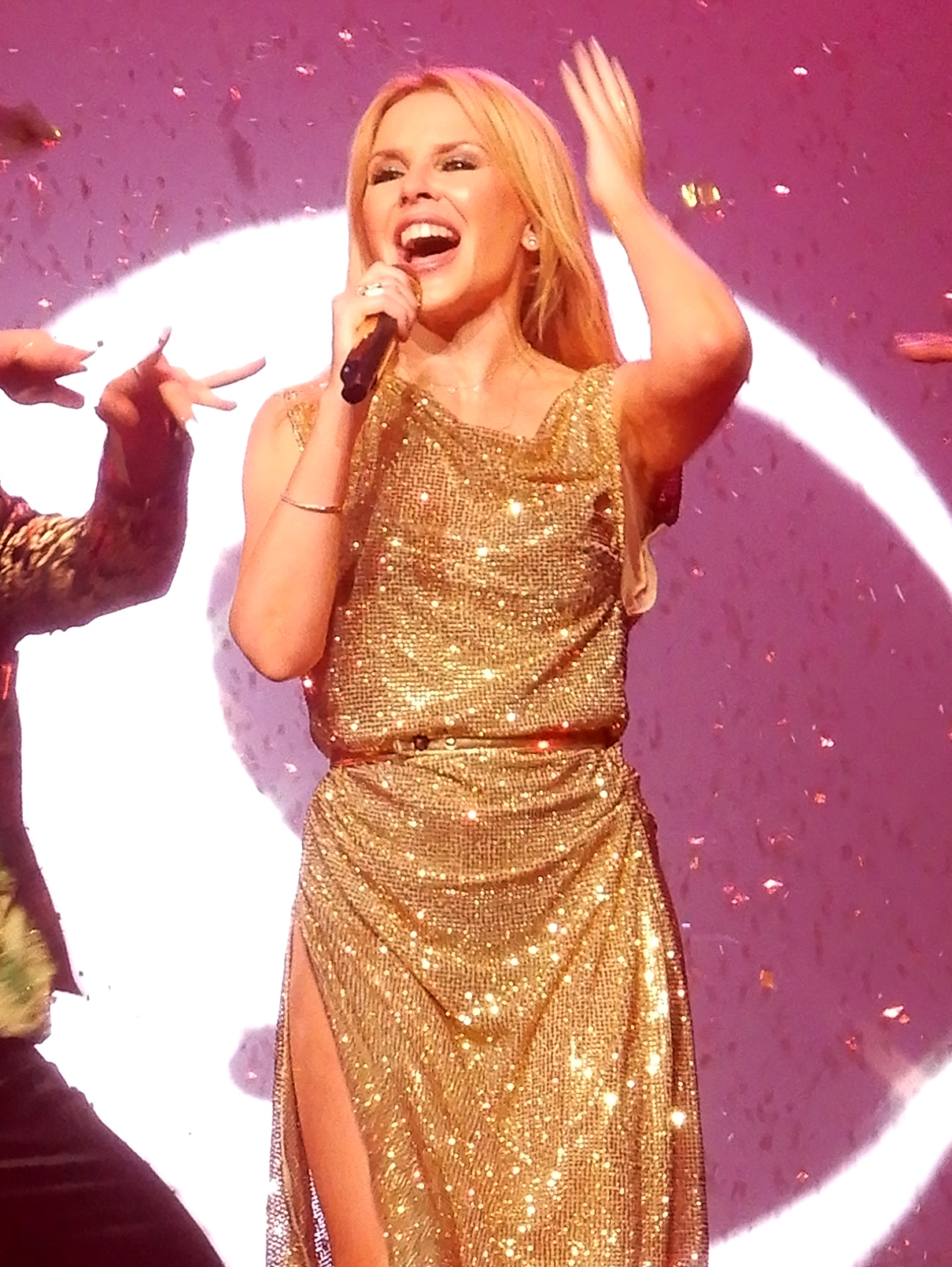
Kylie Minogue durante Love At First Sight

- Kylie Minogue durante Love At First Sight Direttore creativo: Kylie Minogue, Rob Sinclair
- Produzione: Rob Sinclair
- Lighting designer: Rob Sinclair
- Direttore musicale: Steve Anderson
- Regista multicamera: Blue Leach
- Coreografo: Ashley Wallen
- Assistente personale: Tully Bloom
- Trucco e parrucco: Christian Vermaak, Emma Banks, Chris Ibbs
- Capo della sicurezza: Tony Evans

Band
- Capo band, tastiere: Christian Gulino
- Batteria: Tom Meadows
- Chitarra: Luke Fitton, Luke Higins
- Basso: Jamie Sefton
- Cori: Adetoun Anibi, Abbie Osmon

Ballerini
- Capitano dei ballerini: Jenny Griffin
- Ballerini: Katie Collins, Shaun Niles, Anders Neilsen, Kane Horn, Yves Cueni, Jake Leigh, Ben Hukin

Costumi
- Stilista: Frank Strachan
- Consulente di moda: Sascha Lilic
- Design dei costumi: Ralph & Russo, Jitrois, Gamba Shoes, Paco Rabanne, Stevie Stewart, Rellik, Kolchagov Barba, Preciosa, Deborah Tallentire, Davida Helmets, London Embroidery Studio, Wrangler, Alida Herbst, Carine Gilson